# RCP scenario's

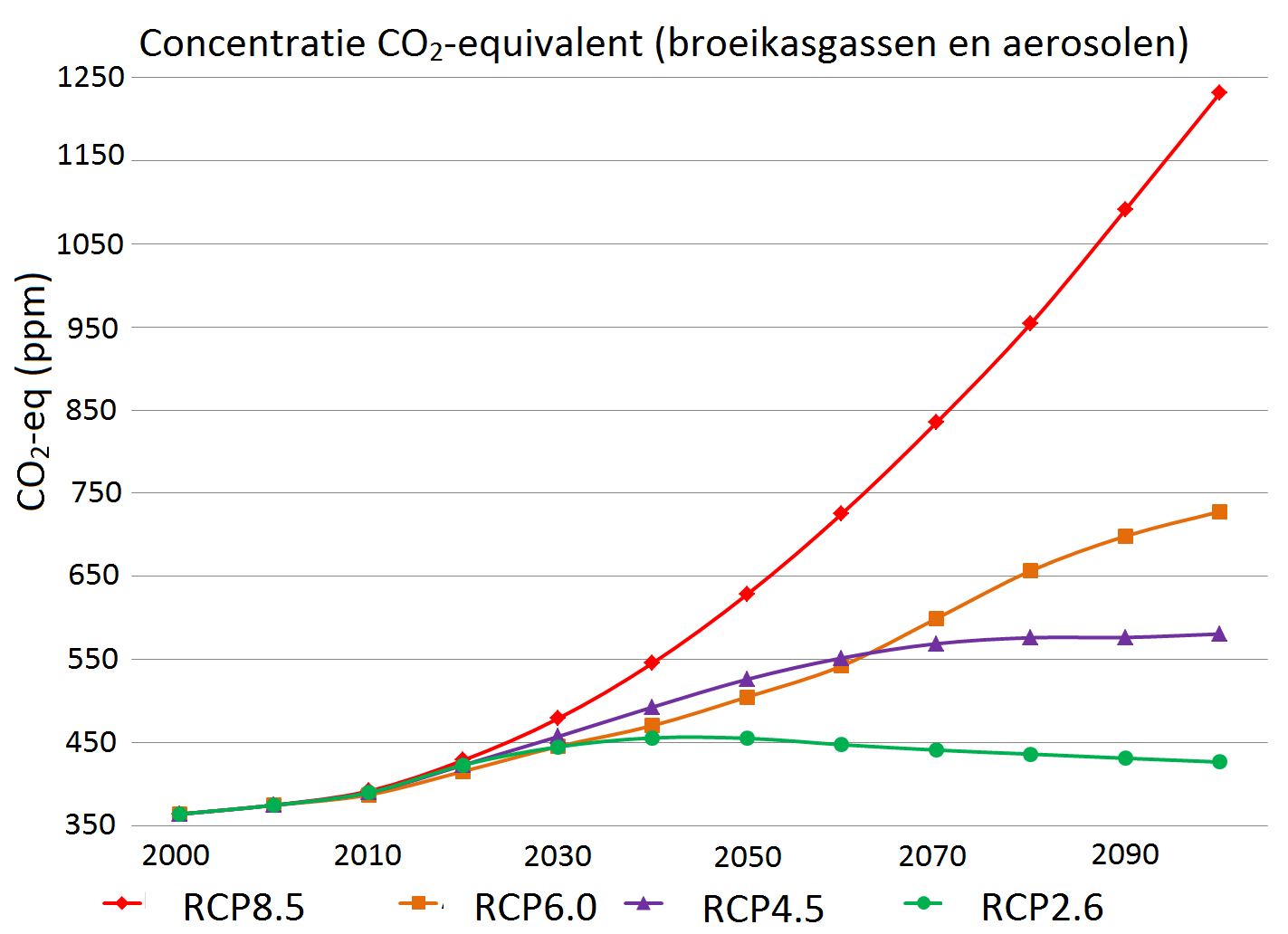
Grafiek 9: verschillende projecties van concentraties CO_{2}-equivalent, gebruikt door het IPCC in haar vijfde rapport.

De RCP scenario's (voor Representative Concentration Pathways) of RCP’s zijn enkele scenario's die de ontwikkeling van broeikasgassen beschrijven, die gebruikt worden in het vijfde IPCC-rapport. In tegenstelling tot eerdere scenario’s die gebruikt werden in eerdere rapporten van het IPCC waarin geen klimaatbeleid werd verondersteld, ligt de focus op de effecten van verschillende ambitieniveaus van beleid. Deze ambitieniveaus komen overeen met atmosferische broeikasgasconcentraties van 450, 650, 870 en 1400 ppmv CO2-equivalent.
De namen van de vier verschillende emissie-scenario's duiden op de bijbehorende stralingsforcering in het jaar 2100. Zo kent het RCP2.6 scenario een stralingsforcering van 2,6 W/m2 in 2100, en het RCP8.5 scenario een stralingsforcering van 8,5 W/m2.
RCP2.6 komt overeen met een zeer ambitieus klimaatbeleid, en ook in RCP4.5 moeten veel maatregelen getroffen worden om dit niveau van broeikasgasconcentraties te bereiken. RCP6.0 en RCP8.5 geven twee mogelijke scenario's aan waar weinig maatregelen worden genomen en weinig technologische doorbraken worden gebruikt.
Het laagste emissiescenario leidt waarschijnlijk tot een temperatuurverandering van minder dan twee graden Celsius ten opzichte van het pre-industriële tijdperk. Er wordt aan gewerkt op de RCP-scenario's verder uit te breiden voor de lange termijn (tot 2300), zodat de gevolgen van langzame processen, zoals het smelten van grote ijsmassa's, in kaart gebracht kunnen worden.